# 헤페르손 레르마
헤페르손 안드레스 레르마 솔리스(스페인어: Jefferson Andrés Lerma Solís, 1994년 10월 25일~)는 콜롬비아의 축구 선수로 포지션은 중앙 미드필더, 수비형 미드필더이다. 현재 잉글랜드 프리미어리그의 크리스털 팰리스와 콜롬비아 축구 국가대표팀에서 활동하고 있다.

## 구단 경력

### 초기 경력
아틀레티코 우일라 유스팀을 거쳐 2013년 1월 1군팀에 합류한 이후 2015 시즌까지 공식전 93경기 7골을 기록하며 2014 시즌 카테고리아 프리메라 A 토르네오 피날리사시온 3위의 성적에 일조했고 더불어 포르탈레사 CEIF와의 2014 시즌 토르네오 아페르투라 홈 경기에서 멀티골을 터뜨리며 구단 통산 1000호골의 주인공이 되기도 했다.

### 레반테 UD
2015-16 시즌 무렵 스페인 라리가의 레반테 UD로 임대 이적한 후 2015-16 시즌 공식전 34경기 1골을 기록했고 팀이 세군다 디비시온으로 강등당한 이후에도 2시즌동안 59경기 2골을 기록하면서 팀의 2016-17 시즌 세군다 디비시온 우승 및 1시즌만의 라리가 복귀에 기여하는 등 3시즌동안 레반테에서만 공식전 93경기 3골을 기록했다.

### AFC 본머스
2018-19 시즌을 앞두고 이적료 363억원에 잉글랜드 프리미어리그 AFC 본머스로 이적한 뒤 2022-23 시즌까지 5시즌동안 공식전 184경기 12골을 기록하며 2018-19 시즌 EFL컵 8강, 2020-21 시즌 EFL 챔피언십 플레이오프 4강, 2020-21년 잉글랜드 FA컵 8강, 2021-22 시즌 EFL 챔피언십 준우승 등에 공헌했다.

### 크리스털 팰리스
2023-24 시즌을 앞두고 크리스털 팰리스와 3년 계약을 체결한 뒤 1개월 후인 7월부터 팀에 합류하여 2023-24 시즌 공식전 31경기 1골을 기록했다.

## 국가대표팀 경력

### 콜롬비아 올림픽 대표팀
콜롬비아 올림픽 대표팀의 일원으로 출전한 2016년 하계 올림픽에서 4경기 중 3경기에 교체(2경기) 및 선발(1경기)로 출전하며 콜롬비아 축구 역사상 첫 올림픽 8강 진출에 기여했다.

### 콜롬비아 대표팀
2017년 11월 10일 수원월드컵경기장에서 열린 대한민국과의 친선 원정 경기에서 후반전에 교체 투입되며 국제 A매치 데뷔전을 가졌고 그 이듬해에 열린 2018년 FIFA 월드컵에 출전하여 콜롬비아의 2회 연속 월드컵 토너먼트 진출에 일조했다.
그 뒤 2019년 코파 아메리카에서 4경기 중 2경기에 출전하여 우승 후보 아르헨티나를 꺾는 등 활약을 펼치며 팀의 4회 연속 코파 아메리카 토너먼트 진출을 이끌었지만 8강에서 디펜딩 챔피언이자 2회 연속 코파 아메리카 챔피언 칠레와 승부차기까지 가는 접전 끝에 4-5로 무릎을 꿇으며 15년만의 코파 아메리카 4강 진출이 무산되었다.
그리고 2020년 10월 13일 칠레와의 2022년 FIFA 월드컵 남미 지역 예선 2차전에서 A대표팀 데뷔 3년만에 A매치 첫 골을 신고하는 등 11경기에 출전했지만 팀은 5승 8무 5패·10팀 중 6위에 그치며 3회 연속 월드컵 본선 진출에는 실패했다.

## 대회 성적

### 클럽
아틀레티코 우일라
- 카테고리아 프리메라 A : 3위 (2014 토르네오 피날리사시온)

 레반테 UD
- 세군다 디비시온 : 우승 (2016-17)

 AFC 본머스
- EFL 챔피언십 : 준우승 (2021-22)
- EFL 챔피언십 플레이오프 : 4강 (2020-21)